# Iglesia de San Alberto (Detroit)
La Iglesia de San Albeto es un templo católico ubicado en el vecindario Forest Park de Detroit, Míchigan. Fue designado Sitio Histórico del Estado de Míchigan en 1974 e incluido en el Registro Nacional de Lugares Históricos en 1978.

## Historia
El surgimiento de Detroit trajo a la ciudad a varios inmigrantes polacos en el siglo XIX; a mediados de la década de 1850, el número de familias polacas que se habían establecido en la ciudad era significativo. Estos inmigrantes polacos eran principalmente de la Polonia prusiana y se establecieron en y cerca de las secciones de habla alemana de Detroit. A ellos se unieron, después de la Guerra de Secesión, inmigrantes casubios de lo que ahora es el noroeste de Polonia. Muchos de estos polacos y casubianos asistieron por primera vez a St. Joseph, que en ese momento era una iglesia de habla alemana. Sin embargo, los feligreses polacos estaban descontentos y agitados por una iglesia polaca.
En 1870, con la ayuda del padre Simon Wieczorek, los polacos tomaron medidas para organizar su propia parroquia. Organizaron la Sociedad St. Stanislaus Kostka y, con la bendición del entonces administrador, el obispo Caspar Borgess, comenzaron a recolectar fondos para construir una iglesia. En 1871, se organizó la parroquia de San Alberto con unas trescientas familias polacas. Ese mismo año, la parroquia compró un terreno de 30 metros de ancho y 82 de profundidad, en el lado occidental de St. Aubin Avenue y lo que ahora es East Canfield Street. Contrataron al arquitecto John Wiesenhoffèr y la construcción de una iglesia de marco comenzó en 1872.
La iglesia estaba dedicada a St. Wojciech; los primeros pastores tomaron prestado el equivalente latino erróneo Adalbertus, que es St. Albertus o St. Albert en inglés. El establecimiento de San Alberto provocó una afluencia de polacos en el vecindario inmediato para estar cerca de la iglesia. Esta afluencia dio lugar al primer barrio polaco de Detroit, conocido entre los habitantes de Detroit como "Poletown".

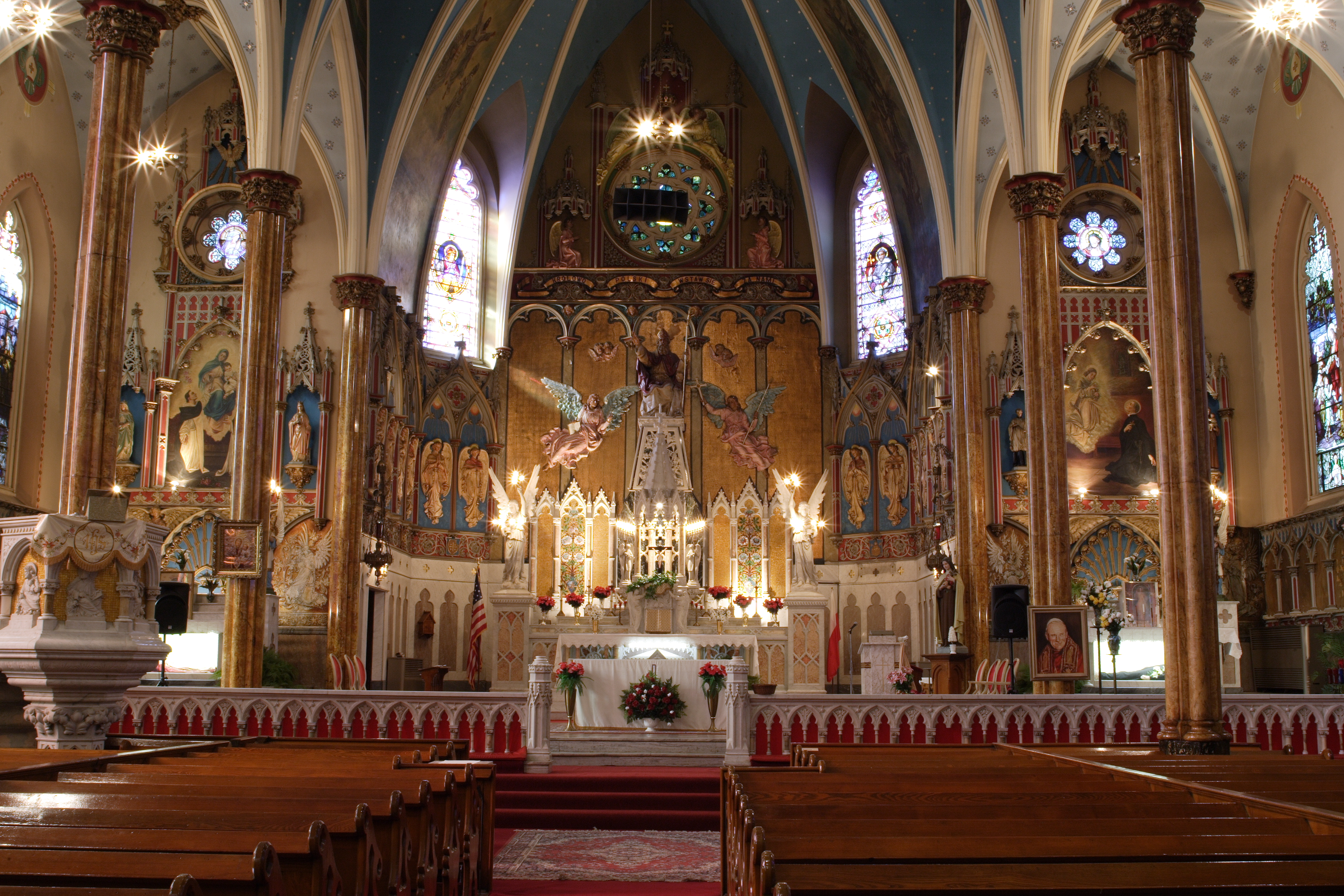
Interior de la Iglesia de San Alberto.

San Alberto pasó por cuatro pastores hasta que, en 1882, el carismático Padre Dominic Hippolytus Kolasinski [pl] fue nombrado para el cargo. Apelando al orgullo nacional de sus feligreses, instó a la construcción de una iglesia más grande. La parroquia contrató al arquitecto Henry Engelbert para diseñar una iglesia con capacidad para 2500 personas y a los hermanos Spitzely de Detroit para construirla por un costo de 61 000 dólares. La construcción comenzó en 1883 y la iglesia se inauguró el 4 de julio de 1885. En ese momento, St. Albertus era la iglesia católica más grande de Míchigan y fue la primera de Detroit en contar con calefacción de vapor e iluminación eléctrica.
Desafortunadamente, Kolasinski era un sacerdote muy controvertido, y en noviembre de 1885 la parroquia se dividió en facciones, lo que resultó en su suspensión. Kolasinski inicialmente se negó a dejar su cargo, apelando su suspensión al obispo. Sin embargo, la presión se ejerció y Kolasinski finalmente dejó Detroit para pastorear en el Territorio de Dakota.
Los seguidores de Kolasinski, sin embargo, permanecieron alejados de los otros feligreses de San Alberto y establecieron su propia escuela eclesiástica. Cuando John Samuel Foley se convirtió en obispo de Detroit en 1888, Kolasinski regresó a la ciudad y estableció la Iglesia del Corazón Dulcísimo de María fuera de la jurisdicción de la Arquidiócesis de Detroit. Aunque los años posteriores en la parroquia han sido menos tumultuosos, San Alberto es la iglesia madre de más de 30 iglesias católicas polacas, incluyendo las del Corazón Dulcísimo de María, San Josafat y San Estanislao.
Se construyó un edificio de la rectoría adyacente a la iglesia en 1891 y se construyó una escuela inmediatamente detrás de la iglesia en 1917, reemplazando dos edificios escolares anteriores. La parroquia fue cerrada en 1990 como parte de una reorganización por parte de la Arquidiócesis de Detroit. En 1991, un grupo de feligreses formó la Asociación Polaco-Estadounidense de Sitios Históricos (PAHSA) para mantener y preservar San Alberto. La iglesia todavía organiza misas mensuales en polaco, inglés y latín, y está abierta para visitas guiadas y bodas.
El reverendo John A. Lemke, quien nació en Detroit el 10 de febrero de 1866, como hijo de inmigrantes prusiano-polacos, fue el primer sacerdote católico nativo de ascendencia polaca en ser ordenado en los Estados Unidos. Fue bautizado en la cercana Iglesia de Santa María y asistió a San Alberto para su educación primaria.

## Descripción
San Alberto es un edificio de ladrillo de 61 m de largo y 21 m de ancho, con una aguja originalmente de 85 m de altura. La aguja original se acortó después de haber sido dañada en una tormenta de viento el Viernes Santo de 1913.
En contraste con el ladrillo liso del exterior, el interior de San Alberto tiene un estilo medieval ornamentado. Los altares, la pila bautismal y el revestimiento están hechos de terracota estampada. El techo está profusamente pintado. Dentro de la iglesia se encuentran sesenta y tres piezas de escultura de yeso pintado, y las ventanas están decoradas con vitrales de estilo medieval.